# Carta francese del 1814
(Luigi XVIII, Parigi, 4 giugno 1814)

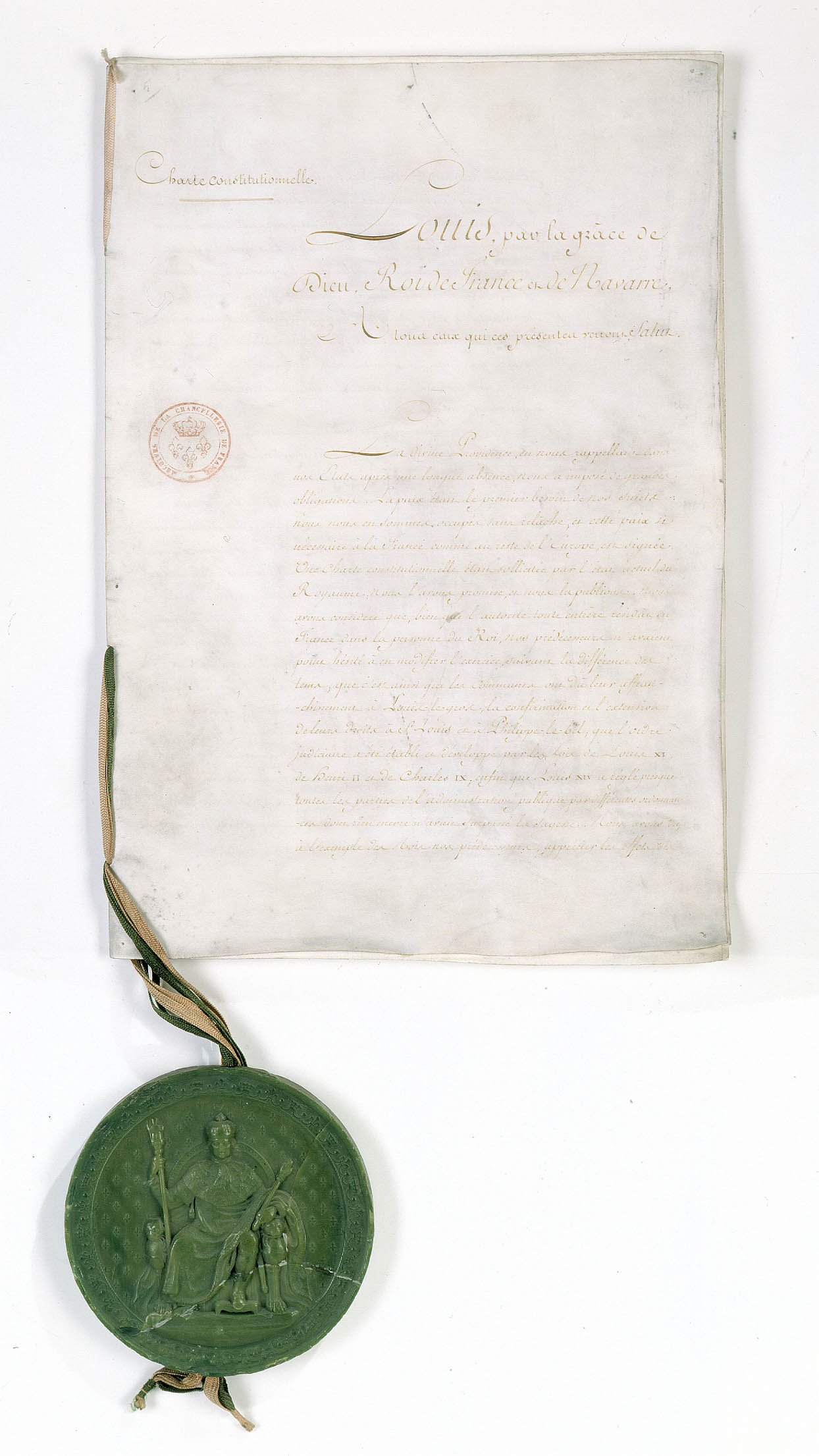
Carta francese del 1814, conservata agli Archivi nazionali

La Costituzione francese del 1814/1815 era una costituzione voluta da Luigi XVIII, fratello del decapitato Luigi XVI, appena restaurato sul trono di Francia. Redatta nel 1814, entrò in vigore nel 1815. Per il suo carattere di costituzione voluta dall'alto, è anche detta carta ottriata (dal francese octroyée: concessa dal sovrano).

## Antefatti

### La caduta del Primo Impero
Nel dicembre 1812 Napoleone rientrò dalla campagna di Russia con un esercito assai ridotto e stremato. Nello stesso dicembre la Prussia dichiarò la propria neutralità, per poi passare, il 28 febbraio 1813 all'alleanza aperta con la Russia e l'Inghilterra. L'Austria si univa solo il 20 agosto 1813, in tempo per la vittoriosa battaglia di Lipsia il 16-19 ottobre. Napoleone poté ritirarsi ordinatamente oltre il Reno, lasciando dietro di sé alcune piazzeforti, a ostacolare l'inseguimento. 
 A quel punto, solo la Francia e l'Italia non avevano defezionato. La unica speranza dell'Imperatore era riformare un grande esercito in Francia e un secondo in Italia, più modesto ma proporzionato all'entità della minaccia austriaca.
Le cose andarono bene sul fronte italiano, con Eugenio di Beauharnais, viceré del Regno d'Italia, che sconfisse l'esercito austriaco di Bellegarde alla battaglia del Mincio, l'8 febbraio. Ma ben diversamente sul fronte francese: l'offensiva finale fu portata dal prussiano Blücher e dall'austriaco Schwarzenberg, che il 1º gennaio 1814 passarono il Reno e, dopo una dura campagna segnata dai sei giorni e dalla battaglia di Arcis-sur-Aube, il 31 marzo occuparono Parigi, costringendo, il 6 aprile, Napoleone all'abdicazione e alla successiva stipula del trattato di Fontainebleau, l'11 aprile.

### Il passaggio di potere da Napoleone ai Borbone
Nel breve intermezzo si costituì a Parigi un governo provvisorio, che, con il Senato, redasse in tutta fretta un progetto di costituzione di ispirazione monarchica, approvato il 6 aprile 1814. Questa bozza fu respinta da Luigi XVIII, il quale, invece, concesse una nuova Carta (ottriata, come si dice, dal francese octroyée: «concessa dal sovrano»), due mesi dopo, il 4 giugno.
Tuttavia essa non trovò immediata applicazione, poiché accadde l'imprevisto: il 1º marzo 1815 il deposto Imperatore dei francesi lasciò l'Elba, sbarcò nel golfo di Cannes, fu acclamato dalle unità del generale Ney, inviate da Luigi XVIII a intercettarlo e arrestarlo, e il 20 marzo fece il suo ultimo ingresso trionfale a Parigi. Venne, quindi, la non prevedibile disfatta di Napoleone a Waterloo, il 18 giugno. Il 15 luglio il Grande Corso si arrese a bordo della nave inglese HMS Bellerofont e fu inviato a Sant'Elena.
L'applicazione della Carta ebbe, quindi, luogo con le elezioni generali della Camera dei deputati, organizzata, di tutta fretta, nel luglio 1815.

## La struttura della Carta
La Carta è divisa in due sezioni, che ne costituiscono parte integrante:
- un Preambolo, in forma di discorso pronunciato dal sovrano, ove egli dettaglia i presupposti (le causes: cause) che lo hanno spinto al gran passo;
- una serie di articoli, che definiscono le responsabilità dei diversi attori dello stato francese (Re, potere legislativo, nobiltà, Chiesa, esercito).

## Preambolo

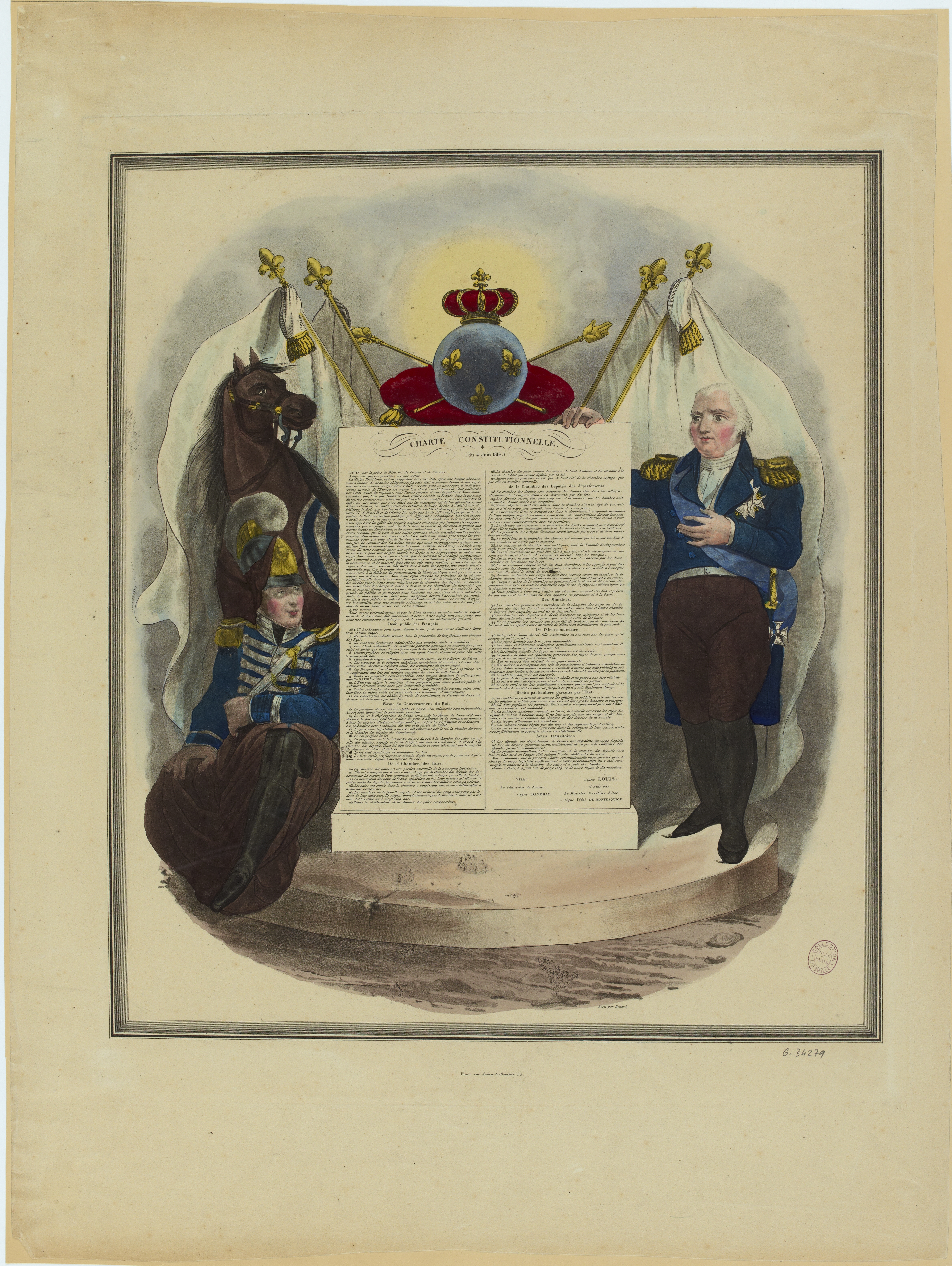
Impressione litografica della Carta del 1814

### Continuità
Luigi XVIII comincia descrivendosi come «Sovrano per la grazia di Dio», attribuisce il proprio ritorno nei «Nostri Stati» alla Divina Provvidenza, e termina con la frase «dato in Parigi, nell'anno di grazia 1814, diciannovesimo del nostro regno», mentre gli anni trascorsi sono definiti «la nostra assenza» («notre absence») cosa che pone l'inizio del regno di Luigi XVIII nel 1795, alla morte non del fratello Luigi XVI, ma del di lui figlio, il delfino Luigi XVII.
Tali passaggi servono a sottolineare che il sovrano non ha alcun problema di legittimità: egli è il successore della millenaria monarchia in linea diretta, una monarchia che non si è interrotta.

### La rivoluzione
Nel testo non si fa alcun cenno diretto a Luigi XVI, mentre sono richiamati diversi sovrani, fra i maggiori del Regno di Francia: Luigi il Grosso, Luigi IX, Filippo il bello, Luigi il prudente, Enrico II, suo figlio Carlo IX e, con particolare enfasi, il Re Sole.
La rivoluzione viene descritta come «funesto scarto». Dei lumi e del progresso sono richiamati gli effetti apprezzabili e «le gravi alterazioni che ne sono risultate». Il passaggio di maggior rilievo è dove Luigi XVIII dichiara «noi abbiamo scacciato dai nostri ricordi ... tutti i mali che hanno afflitto la patria nel corso della nostra assenza».

### La riconciliazione nazionale
Come Luigi ha perdonato, così debbono fare tutti: «il voto più caro al nostro cuore è che tutti i francesi vivano da fratelli. Dice di voler pronunciare parole di pace e consolazione». Il sovrano constata che tali sentimenti sono condivisi, tanto da dirsi «felice di ritrovarsi nel seno di una grande famiglia», e auspica che tali sentimenti «mai nessuno ricordo amaro» dovrà scuotere.
Egli non chiede fratellanza, la constata. Né, in quanto sovrano legittimo per grazia di Dio potrebbe fare altrimenti. Ma, nel discorso traspare una sorta di scambio: al posto del «funesto scarto» e delle «gravi alterazioni», Luigi ricorda di aver risposto alle esigenze dei sudditi:
- Il primo desiderio del suo popolo è la fine delle lunghe guerre (la pace è il primo bisogno dei nostri sudditi), problema che lui ha risolto (ce ne siamo occupati senza sosta; e questa pace … è firmata).
- Secondo desiderio del suo popolo è una carta costituzionale (noi abbiamo riconosciuto che la richiesta dei nostri sudditi di una Carta costituzionale era l'espressione di un bisogno reale). E lui la concede, accordando un atto solenne dal quale discende sicurezza.

### Riaffermazione dei poteri sovrani
Una sicurezza che si basa sulle precauzioni prese dagli uomini saggi che hanno redatto la Carta: la principale delle quali è l'affermazione, molto netta, che la Carta viene concessa per libera iniziativa del sovrano.
- vengono sottolineati i rischi di una monarchia debole: quando la violenza strappa delle concessioni alla debolezza del governo, la libertà pubblica non è meno in pericolo che lo stesso trono[8]. Solo l'autorità suprema può conferire alla istituzioni quella forza, permanenza e maestà della quale l'autorità suprema medesima è rivestita. Limitando il caso, naturalmente, alle istituzioni che [l'autorità suprema stessa] istituisce.
- di ciò si dice convinto il sovrano, che, al proposito, si perita di ribadire come nostro primo dovere verso il nostro popolo è conservare, per l'interesse del popolo, i diritti e le prerogative della corona[9]
- e Luigi afferma di sperare che di ciò sia convinto anche il popolo, ammaestrato dall'esperienza, ovvero delle conseguenze che una monarchia debole aveva recato.
- un popolo che, (si direbbe) conseguentemente, egli è fiero di comandare[10]

### Definizione dei diritti
Ma quali questi diritti e prerogative della corona? Luigi offre una spiegazione pienamente esaustiva laddove ricorda che: l'autorità, tutta intiera, risiedeva in Francia nella persona del re. In effetti né il Preambolo né i successivi articoli parlano mai di diritti diversi da quelli della corona, ma unicamente di autorità. Ma, siccome è imperativo conservare … i diritti e le prerogative della corona, è evidente che tale autorità continua a risiedere nella persona del re.
L'atto che il monarca compie, con la concessione della Carta, è di regolare la propria autorità, altrimenti illimitata. Tale illimitatezza è la chiave di volta dell'intero Preambolo e, quindi, della Carta: espressamente si ricorda come essa derivi dall'essere Luigi sovrano per la grazia di Dio e per l'interesse del popolo. Due argomentazioni destinate a servire tanto al pubblico tradizionalista, quanto ai ‘moderni’ spiriti utilitaristici: se Dio esiste, ecco provato il mio buon diritto, se non esiste, allora sappiate che sull'autorità reale è fondata la stabilità sociale e, come ricordato, la libertà pubblica non è meno in pericolo che lo stesso trono.
Necessario corollario è che la concessione della Carta è frutto di una decisione unilaterale: in quanto assoluta, l'autorità non può accettare deleghe e, quindi essa viene regolata per esclusiva decisione del monarca.
Tutto ciò che ai sudditi viene concesso è di condividere non l'autorità stessa, ma il suo esercizio. Così come, d'altra parte, i [nostri] predecessori non hanno esitato a modificarne l'esercizio [dell'autorità], assecondando le differenza delle epoche.

### Una carta costituzionale?
Tutta l'attenzione portata da Luigi XVIII su diritti e prerogative della corona, è indispensabile, poiché serve a giustificare quattro snodi fondamentali, che distinguono nettamente la Carta da una costituzione 'giacobina' (ovvero da una costituzione del giorno d'oggi):
- l'autorità non appartiene al popolo ma ad esso viene, graziosamente ed in parte, ‘concessa’ da un sovrano (che ne è unico titolare, anzi nella cui persona essa risiede) che ha ascoltato. Eppoi si è ingegnato in modo da disegnare uno strumento adatto alla bisogna.
- i sudditi non possiedono diritti, in quanto la condivisione dell'autorità è frutto della benevolenza del sovrano, non una loro prerogativa.
- il processo di redazione della Carta è stato affidato ad uomini saggi, scelti dal re, non a delegati del popolo.
- l'approvazione della Carta è in carico esclusivamente al monarca. Né è, in alcun modo, dipesa dal concorso di eletti o delegati della nazione.

Ed è su queste premesse che il sovrano fa concessione ed accorda ai suoi sudditi la Carta.
Eppure Luigi parla cinque volte di Carta costituzionale (la Carta costituzionale che segue...una Costituzione libera e monarchica).

#### Una basilare mistificazione linguistica
Resta, quindi, da stabilire se tale ambiguità sia attribuibile a confusione, ovvero ad una deliberata mistificazione.
Ciò che fa propendere per la seconda risposta è la circostanza che, in quel 1814, già fossero maturate almeno tre esperienze propriamente 'costituzionali': la costituzione americana del 1776, approvata da una Convenzione Costituzionale e ratificata dai tredici stati; gli Stati Generali del 1789, proclamatasi Assemblea Nazionale Costituente appena cinque giorni prima della presa della Bastiglia; la Costituzione spagnola del 1812, adottata dalle Cortes di Cadice, in assenza del monarca.
Come per tutti i 'crimini', v'è anche il movente: costituzione era la parola magica che i francesi volevano ascoltare. L'effetto non sarebbe stato il medesimo se lo strumento legislativo fosse stato definito Carta dei diritti, o simili.

#### Una Carta irreversibile?
Luigi XVIII ed i suoi uomini saggi, dunque, dovevano essere perfettamente consci della circostanza che la loro Carta non era una costituzione. Ma ciò che desideravano era sostituire il significante al significato: significare di aver concesso una costituzione, ma trattenere per sé la fonte dei diritti, il potere di redazione ed il potere di concessione. Sinché tali privilegi fossero rimasti riservati al monarca, la continuazione della loro estensione ai sudditi sarebbe stata sempre dipesa dal gradimento dell'unico titolare legittimo. Dalla cui persona avrebbe continuato a dipendere l'assetto istituzionale dello Stato (come ai bei tempi antichi) e che avrebbe conservato, in tal modo, un potere incommensurabilmente superiore a quello dei presidenti o dei monarchi del giorno d'oggi.
Tale netta demarcazione potrebbe apparire, ai giorni nostri, una questione di lana caprina. Ma, per l'epoca, non lo era affatto. Ed è lo stesso Luigi XVIII, nel suo preziosissimo Preambolo, che si incarica di spiegarlo, con riferimento alla madre di tutte le domande che i contemporanei si ponevano: la irreversibilità della concessione della Carta.
Qui il discorso si svolge, volutamente, per formule ambivalenti: noi [ Luigi ] ci impegniamo, davanti [quindi con-, o di fronte-] all'Assemblea che ci ascolta, ad essere fedeli a questa Carta costituzionale. Già il fatto che si impegni ma non giuri lascia qualche margine di incertezza. Ma ancora più chiaro è il seguito, riservandoci di giudicarne il mantenimento, con una nuova solennità, davanti agli altari di colui che pesa nella stessa bilancia i re e le nazioni. Ciò che significa che l'impegno del monarca è soggetto ad una ‘verifica superiore’. Che, quindi, esso può essere in ogni momento ritirato. Nel qual caso i diritti (l'autorità, nei termini di Luigi) ritornerebbe dai sudditi, che ne sono temporaneamente beneficiati, al sovrano, che ne è unico titolare.
Significativo, anche, che tali espressioni intervengano subito prima della formula finale: per queste causa, noi facciamo concessione ai nostri sudditi, tanto per noi, quanto per i nostri successori, e per sempre, della Carta costituzionale che segue. Alla luce delle espressioni precedenti, tale chiusura appare quasi uno slogan, destinato a restare maggiormente infissa nella mente dell'uditorio o del lettore. Ma ininfluente ai fini della valutazione della irreversibilità dell'impegno assunto dal monarca.
A scanso di ogni possibile equivoco, lo slogan è preceduto dall'inciso per queste cause (a ces causes). Che dice parecchio, in quanto ricorda che l'impegno è legato tutto quanto sopra dichiarato. Con particolare riferimento alla riconciliazione nazionale ed alla riaffermazione dei poteri sovrani, cui sono dedicati almeno i 4/5 del Preambolo.
Nonostante lo slogan, il sottinteso logico è chiarissimo: il sovrano concede la Carta sapendo che il suo popolo è riconciliato e conscio della necessità di conservare i diritti e le prerogative della corona. Laddove tali presupporti (ces causes) dovessero mutare o rivelarsi caduche, nulla al mondo impedisce al monarca di ritirare la Carta e riassumere nella sua persona l'intera autorità (i diritti).

### Il progetto di ristabilire i diritti della monarchia

#### Disegno reazionario
Siamo dunque in presenza di un documento decisamente reazionario, nel senso più genuino del termine, in quanto predisposto per riproporre un mondo ove nel monarca risiede tutta l'autorità, ed il popolo non ha alcun altro diritto che la di lui benevolenza.
Tuttavia in forme nuove: per concessione scritta (anziché per tradizione), a destinatari universali (anziché particolari), senza limiti di ordine o classe (anziché per Stato, od ordine). Una forma, in definitiva, decisamente ‘moderna’.

#### Metodo modernizzatore
La forma, in questo caso, diviene sostanza, giacché, finché il popolo fosse rimasto 'riconciliato' e conscio della necessità di conservare i diritti e le prerogative della corona (le causes), sino a quel momento i sudditi avrebbero potuto continuare a beneficiare della delega di autorità autorità. Ovvero, di quelli che chiamiamo diritti costituzionali.
Un compromesso, naturalmente, ma tale da soddisfare un movimento liberale uscito a pezzi dal Terrore rivoluzionario e dalle guerre napoleoniche. Ed un popolo non necessariamente avvezzo a dissertare i sofismi del diritto costituzionale.

#### Azione pionieristica
Siamo quindi in presenza di un documento pionieristico, che testimonia il massimo tentativo modernizzatore che le corti e le dinastie uscite dalle guerre napoleoniche potevano sopportare, per venire incontro ai tempi nuovi. Tanto più importante, in quanto operato da una delle più antiche dinastie d'Europa, con la nazione allora più vasta.
Tanto pionieristico da fare vocabolario: la stessa espressione costituzione ottriata deriva, direttamente, dalla chiosa del Preambolo, che si conclude con l'espressione fait concession et octroi à nos sujets...de la Charte constitutionnelle qui suit.
Ecco spiegata la ambiguità del Preambolo nell'uso del termine costituzione: nelle intenzioni dei migliori degli uomini di stato della Quadruplice alleanza, se il tentativo di Luigi si fosse consolidato nei decenni, sarebbe stato perfino possibile impossessarsi del termine stesso che aveva santificato la Rivoluzione francese e quella americana.

#### Esito di successo
Se, un giorno, i sudditi italiani e tedeschi di Francesco II, o di Federico Guglielmo avessero mai avuto accesso ad una Costituzione, essi avrebbero potuto ambire a quello che Luigi concedeva ai bizzosi francesi. Tanto è vero che erano stati proprio i loro ministri, insieme a quelli di Alessandro I e Giorgio III, in occasione del Congresso di Vienna, a concordare con il plenipotenziario francese Talleyrand, che Luigi XVIII introducesse una costituzione di qualche sorta.
Parimenti testimoniano le molte imitazioni successive, a partire da quello Statuto Albertino, ottriato da Carlo Alberto re di Sardegna, il 4 marzo 1848 (ben 44 anni più tardi) e che costituì, per altri 100 anni, ovvero ben 144 anni dopo il Preambolo di Luigi XVIII, la Carta fondamentale dell'Italia unita.

## Gli Articoli
La, soi-disant, 'Costituzione' è composta, oltre che dal Preambolo che ne è parte integrante, da 76 articoli, raggruppati in sette capitoli:
- diritto pubblico dei francesi – art 1- 12
- forme del governo del re – art 13 - 23
- della Camera dei deputati dei dipartimenti – art 35 – 54 e 75 - 76
- della Camera dei Pari – art 24 - 34
- dei ministri – art 54 - 56
- dell'ordine giudiziario – art 57 -67
- diritti particolari garantiti dallo Stato – art 69 - 74

### Diritto pubblico dei francesi
Gli articoli da 1 a 12 possono essere divisi in sei blocchi, a regolare:
- art 1-4 - privilegi di ordine e rango: l'abolizione definitiva degli antichi privilegi riguardo all'ordine di appartenenza (nobiltà, clero o stato), in generale, ma con specifica menzione degli obblighi fiscali, del diritto di ammissione agli impieghi pubblici (civili e militari), del diritto ad essere sottoposto unicamente alla legge dello Stato. Si tratta, in pratica, di tutte le questioni che avevano dato il via alla Grande Rivoluzione: la collocazione di testa degli articoli appare, perciò, estremamente significativa.
- art 5-7 - religione: libertà di culto, proclamazione della Chiesa cattolica come religione nazionale, finanziamento statale del clero e dei ministri di culto. Una disposizione decisamente normale per l'epoca, addirittura più generosa di quella inglese che escludeva dal diritto di voto, ad esempio, i cattolici. L'unica innovazione è rappresentata dalla proclamazione della Religione di Stato: una espressione sibillina, gravida di mille interpretazioni, inclusa quella alla base della Legge sul sacrilegio del gennaio 1825, peraltro applicata in un'unica occasione. Le altre disposizioni si rifanno, pressoché interamente, al Concordato del 1801, imposto da Napoleone, che si impegnava a pagare tali stipendi a compensazione delle enormi proprietà espropriate alla Chiesa dalla rivoluzione e trasformate in beni nazionali.
- art 9-10 - proprietà privata e beni nazionali: tutte le proprietà sono inviolabili (non la proprietà, ma tutte), compresi i beni nazionali; per l'avvenire lo Stato può espropriare, ma solo per causa di interesse pubblico largamente constatato, e previo pagamento di una indennità. Ergo, così come il clero viene stipendiato per compensare la Chiesa dalle espropriazioni rivoluzionarie, così anche gli emigrée non possono rivendicare le proprietà perdute. Ciò che chiude la via ai contenziosi ma apre la strada ad un maxi-risarcimento, che verrà regolato con la legge cosiddetta del miliardo agli emigrati dell'aprile 1825.
- art 12 - abolizione della coscrizione: abolizione della coscrizione universale e previsione di una nuova legge che avrebbe regolato il reclutamento. Si tratta, anche in questo caso, di saldare un debito lasciato dalla Grande Rivoluzione, che sulla coscrizione universale aveva costruito l'esercito di Valmy e la Grande Armata. Nel 1814, tuttavia, le classi di leva erano decimate, la popolazione esausta di vent'anni di guerra, la Francia finanziariamente rovinata ed occupata dalle potenze della sesta coalizione: si può ben comprendere il sollievo con cui tale disposizione fu accolta dai sudditi e dall'Europa tutta. La nuova legge per il reclutamento, che si basava primariamente sui volontari, venne fatta approvare, il 12 marzo 1818, dal Gouvion-Saint Cyr, un Maresciallo dell'Impero divenuto ministro della guerra con il primo governo del duca di Richelieu.
- art 11 - oblio della rivoluzione e dell'Impero: amnistia ed oblio riguardo ai fatti intervenuto nel corso della Rivoluzione e dell'Impero: tutte le indagini riguardo alle opinioni ed ai voti emessi sino alla restaurazione, sono vietate. Ciò vale tanto per i tribunali, quanto per i cittadini[18]. Si trattava, con tutta evidenza, di una disposizione indispensabile per garantire la stabilità dello Stato. Ma essa testimonia del sano realismo con il quale Luigi XVIII e la sua corte valutarono la situazione. In effetti non vennero puniti neppure quei membri della Convenzione nazionale che avevano votato a favore della colpevolezza del predecessore del re (in quanto tale, persona sacra ed inviolabile, ai sensi del successivo art.13), suo fratello Luigi XVI. Uno di loro, l'abate Grégoire, oltretutto noto come pretre citoyen, uno dei padri dell'"infame Costituzione civile del clero", venne addirittura eletto alle parlamentari del 1819, salvo venire estromesso su pressione del cancelliere austriaco Metternich, che costrinse il primo ministro Decazes ad adottare una riforma elettorale ad hoc.

Tuttavia nel 1816 fu emanata la legge d'esilio per i regicidi.
L'art. 11, tuttavia, non poté impedire il permanere di una diffusa ostilità nei confronti dei personaggi maggiormente implicati con i defunti regimi. Essa si scatenò, dopo Waterloo, ai danni di coloro che avevano servito Napoleone, poi giurato fedeltà a Luigi XVIII eppoi ancora tornati a servire il redivivo Imperatore (il maresciallo Brune, linciato dalla folla, il maresciallo Ney, processato e fucilato, il maresciallo Carnot esiliato). Tuttavia il tradimento di costoro non era coperto dall'Art. 11, in quanto avvenuti dopo la restaurazione. Da ultimo, l'art.11 estremamente interessante, in quanto vi compaiono le espressioni restauration e citoyen: la seconda presa a prestito con la stessa disinvoltura con cui si impiegava il termine costituzione.
- art 8 - libertà di stampa: a dire il vero, il dettato costituzionale era alquanto ambiguo: i francesi hanno il diritto di pubblicare e di fare stampare le loro opinioni, conformandosi alle leggi che debbono reprimere gli abusi di tali libertà[19]. Orbene, appare del tutto evidente che in una simile formulazione la prima parte dell'articolo non è nulla più di uno slogan, non essendo posto alcun limite alla definizione degli ‘abusi’. Questa ambiguità, evidentemente meditata, determinò un susseguirsi di provvedimenti, via via liberali o restrittivi, che si succedettero al mutare dei governi, sino alla caduta della dinastia.

### Forme del governo del re
Gli articoli da 13 a 23 possono essere divisi in cinque blocchi, a regolare:
- art 13-14 - potere esecutivo: la persona del re è inviolabile e sacra. I suoi ministri sono responsabili. Il potere (la potenza nel testo) esecutivo appartiene unicamente al sovrano. Eppoi si specifica la natura della 'potenza esecutiva': il re è capo supremo dello Stato, comanda le forze di terra e di mare, dichiara la guerra, fa (non 'sottoscrive') i trattati di pace, d'alleanza e di commercio, nomina tutti gli impiegati della pubblica amministrazione e fa (non 'sottoscrive') i regolamenti e le ordinanza necessarie per l'esecuzione delle leggi.... Dunque, 'intero potere esecutivo appartiene al monarca, il quale, però, non ne risponde. Rispondono, al posto suo, i ministri. Come si vede v'è, qui, una certa ambiguità, che doveva servire, probabilmente, a rendere libero il monarca di scegliersi il governo che voleva, anche contro il volere delle camere. Ciò che in effetti accadde quasi subito, il 4 settembre 1815, con la nomina del primo governo Richelieu, tiepido nei confronti della neoeletta Chambre introuvable, tanto da scioglierla, di lì a poco. Fu, tuttavia, un episodio isolato: negli anni successivi sia Luigi XVIII che Carlo X assecondarono regolarmente il mutare delle maggioranze parlamentari, fra liberali dottrinari ed ultra-monarchici, cambiando primo ministro. In questo, in fondo, si tradusse il principio di responsabilità: il monarca sceglieva come collaboratori gli esponenti del 'partito' che dominava il parlamento, ne accettava i consigli e, quindi, scaricava su di loro la responsabilità degli atti compiuti. Senza con ciò riservarsi una sostanziale influenza e l'autorità di ultima istanza.
- art 15-16 & 46 - potere di iniziativa legislativa: la potenza legislativa si esercita collettivamente da parte del re, della Camera dei pari e della Camera dei deputati, il re propone la legge. Luigi si riservò, quindi, pienamente il potere di iniziativa legislativa. Per maggiore chiarezza il successivo art. 46 chiarirà nessun emendamento ad una legge può essere presentato, se non è stato proposto o consentito dal re. Tale potestà è fra le più importanti, tant'è che essa fu tra le poche ad essere trasferite alle Camere, dopo la Rivoluzione di luglio.
- art 17-18 & 14 ultimo comma - potere legislativo: la proposta di legge è portata, secondo il gradimento del re, alla camera dei pari o alla camera dei deputati salvo le leggi concernenti le imposte, che debbono essere portate, prima, alla camera dei deputati. Dopodiché, tutte le leggi debbono essere discusse e votate liberamente dalla maggioranza di ciascuna delle due camere. Qui le cose sono molto più chiare. Da notare unicamente l'inciso liberamente, ideato, sicuramente, per fornire al monarca un ultimo appiglio, in caso di contrasto e, specialmente, di eventi rivoluzionari. Esso si aggiungeva ad un altro strumento, dal precedente art. 14, ove si specificava come il re...fa i regolamenti e le ordinanza necessarie per...la sicurezza dello Stato. Ovvero, il potere esecutivo esercita anche la potestà legislativa. Si tratta di una riserva particolarmente estesa, in quanto non condizionata ad alcuna successiva sanzione parlamentare (come è, ad esempio, per lo strumento della decretazione d'urgenza concesso al governo dalla Costituzione della Repubblica Italiana) e limitata unicamente alla condizione che essa intervenga per la sicurezza dello Stato. Ma non si lascia ad intendere se 'per' vada inteso come 'quando sia in pericolo' o 'nell'interesse'. Discussione tutt'altro che di lana caprina, in quanto essa fu alla base, nel novembre-dicembre 1830, del processo ai ministri di Carlo X, che portò alla condanna dell'intero ministero Polignac: la Camera dei pari li giudicò colpevoli di aver abusato dello strumento dell'ordinanza ex-art. 14, nell'emettere le ordinanze di Saint-Cloud che avevano scatenato la Rivoluzione di luglio e la seconda caduta dei Borbone. In quella occasione (l'unica di applicazione dell'Art. 14), fra le altre cose, si giudicò propria l'interpretazione del 'quando sia in pericolo', mentre è assai probabile che Luigi XVIII intendesse 'nell'interesse'.
- art 19-21 - diritto di supplica: diritto di supplica al re, su qualunque argomento, compresi suggerimenti legislativi. Una previsione pensata per compensare la mancata attribuzione del diritto di iniziativa legislativa. Ma corretto da tre disposizioni perentorie: (i) esse debbono, prima, essere discusse nel comitato segreto, (ii) esse non potranno essere inviate (quindi 'presentate', 'discusse') prima di un termine di dieci giorni, (iii) se il re le respinge, esse non potranno essere discusse prima della successiva sessione parlamentare (ovvero alcuni mesi più tardi, visto che ne veniva convocata una all'anno). Ciò che si intende impedire, qui, è il rischio che un'iniziativa parlamentare contraria al volere del sovrano venga presentata a sua insaputa, ovvero venga fatta propria da tutte e due le camere (nei dieci giorni il re avrebbe il tempo di cassarla), assumendo un carattere plebiscitario che costringerebbe il monarca ad una decisione sgradita. Ciò che configurerebbe, in pratica, l'aggiramento del divieto di iniziativa legislativa.
- art 22 - diritto di promulgazione: il re sanziona e promulga le leggi. Ovvero, in ultima istanza, il monarca può sempre decidere di non varare una legge, pure presentata su sua iniziativa ma che, durante la discussione parlamentare, avesse subito modifiche sgradite. Da segnalare, oltre al diritto-dovere di promulgazione (ancor oggi vigente) anche quello di 'sanzione', assai più pesante. Ad esempio, oggi, il presidente della Repubblica Italiana può rinviare alle camere una legge, ma deve comunque promulgarla alla successiva deliberazione del Parlamento. Mentre il caso di 'rifiuto' alla promulgazione si dà solo in caso si fattispecie gravissime, tipo alto tradimento o attentato alla Costituzione, ma si tratta di un caso sinora solo teorico e non espressamente previsto dalla Costituzione. Il sovrano francese, invece, non subiva tali condizionamenti costituzionali, ma, eventualmente, esclusivamente politici. Come si vede Luigi XVIII si riservò tutta una serie di vie d'uscita, tali da sostanzialmente sterilizzare le concessioni costituzionali, in caso di estremo pericolo.
- art 23 - l'appannaggio della corona: la lista civile è fissata per tutta la durata del regno, dalla assemblea della prima legislatura in carica al momento della incoronazione. La nozione di 'lista civile' risale al 1790 e venne suggerita all'Assemblea nazionale dall'esempio inglese: essa mirava a determinare le risorse sotto l'esclusivo controllo della corona, in modo da segnare una netta demarcazione con le proprietà dello Stato: una distinzione sconosciuta all'Ancien Régime. Essa si componeva si una dotazione annuale e di una dotazione immobiliare e mobiliare. Appare quindi significativo che Luigi XVIII abbia voluto riammettere tale principio, che era stato estorto al fratello. Unica precauzione: la fissazione della lista una volta per tutte, all'inizio di ogni regno, ciò che serviva a proteggere la corona dall'eventuale ricatto dell'assemblea, in caso di contrasto o al mutare delle maggioranze politiche. Tant'è che la disposizione venne reintrodotta, pari pari, nella successiva Costituzione promulgata da Luigi Filippo.

### La Camera dei deputati dei dipartimenti
La Carta tratta prima la Camera dei pari, poi la Camera dei deputati, in base ad un criterio di 'rango'. Ma, per chiarezza del ragionamento, appare opportuno invertire tale ordine.
Gli articoli da 35 a 54 possono essere divisi in nove blocchi, a regolare:
- art 35-36 & 41 - costituzione dei collegi elettorali: la Camera sarà composta dai deputati eletti nei collegi elettorali, ripartiti fra i dipartimenti secondo la distribuzione degli anni precedenti. Tali disposizioni sono integrate da pesanti cautele: anzitutto i collegi sono presieduti da presidenti nominati dal re: ciò che, ovviamente, rafforzava l'influenza della corte, tanto più che il presidente diveniva, ipso facto, membro del collegio: ciò che gli permetteva di dare col proprio voto il buon esempio. In secondo luogo, la fissazione pour toujours del numero di deputati nei dipartimenti, tendeva a favorire le campagne, affette da forte emigrazione ma più fedeli alla corona dei grandi centri urbani di immigrazione. In terzo luogo l'organizzazione [dei collegi elettorali] sarà stabilita dalla legge: ciò che lasciava un varco enorme all'intervento del ministero. Ad esempio, nel febbraio 1817, il duca di Richelieu aveva introdotto una nuova legge che gli elettori si concentrassero tutti insieme nei capoluoghi dei dipartimenti a formare un collegio elettorale e, lì riuniti, tutti insieme eleggessero i deputati: una legge decisamente governativa, in quanto consentiva un diretto controllo dei collegi, da parte dei prefetti e delle autorità locali.
- art 37 & 75-76 - sessioni elettorali: i deputati saranno eletti per cinque anni, e in maniera che la Camera sia rinnovata ogni anno per un quinto. Cosa si intendesse con questa proposta si intende bene dai due 'Articoli transitori' finali: i deputati dei dipartimenti di Francia[20] che sedevano nel Corpo legislativo in occasione del loro ultimo aggiornamento, continueranno a sedere alla Camera dei deputati sino a quando saranno rimpiazzati, deinde il primo rinnovo di un quinto della Camera dei deputati avrà luogo al più tardi nell'anno 1816, secondo l'ordine stabilito fra le serie[21]. Tutte queste previsioni vennero travolte dai cento giorni e Waterloo, cui seguirono le elezioni generali del luglio 1815, che elessero la famosa Chambre introuvable, sciolta, dopo poco più di un anno, con nuove elezioni generali. Dopodiché esse trovarono, in effetti, applicazione: essa ebbe, tuttavia, effetti nefasti sulla stabilità politica, costringendo a frequenti adeguamenti della compagine governativa. In pratica, le tensioni politiche si scaricavano sulla Camera, con l'immediatezza che oggi si attribuisce solo ai cicli dei sondaggi. Né si comprende bene la ratio della norma, se non attribuendola ad un eccesso di fiducia inizialmente nutrito da Luigi XVIII riguardo alle capacità manipolatorie dei prefetti. Ovvero alla generale inesperienza costituzionale di quell'epoca ancora acerba.
- art 42 & 38-39 - elettorato passivo: gli eletti dovevano avere almeno 40 anni e pagare imposte dirette per almeno 1'000 franchi. Nel caso in cui in un dipartimento non vi fossero almeno 50 soggetti rispondenti ai criteri, la lista si sarebbe estesa verso il basso, sino a raggiungere il numero di 50. Il rischio di vedere eletti dei sovversivi era ulteriormente ridotto dall'obbligo di eleggere almeno metà dei deputati fra soggetti residenti nel dipartimento.
- art 40 - elettorato attivo: gli elettori dovevano avere almeno 30 anni e pagare imposte dirette per almeno 300 franchi. Una disposizione decisamente normale per l'epoca, i cui effetti sulla fedeltà della Camera potrebbero essersi rivelati addirittura controproducenti per la corona, tenuto conto che la sua 'base elettorale' era concentrata nelle province e nelle campagne, per loro natura più povere.
- art 50 - sessioni parlamentari: il re convoca ogni anno le due Camere. Un uso del tutto normale per l'epoca. Oggi, al contrario, il parlamento italiano siede in 'sessione permanente', una espressione che, all'epoca, evocava l'orrore della rivoluzione. In pratica, regolare la durata delle sessioni consentiva al sovrano di interrompere, a suo piacimento, una discussione sgradita e, eventualmente, poteva dichiararla 'incostituzionale'. Tant'è che l'articolo continua prevedendo il potere del re di prorogare o interrompere le sessioni. Con l'unica tutela, in caso di scioglimento anticipato, di doverla riconvocare entro tre mesi: un tempo comunque sufficiente ad appianare molti contrasti.
- art 43-46 - lavori parlamentari: le sedute sono pubbliche; la camera si divide in due commissioni, che discutono i progetti di legge, o i successivi emendamenti, tutti presentati dal re; ovvero gli emendamenti presentati da deputati e già acconsentiti dal re. Dopodiché il voto è a maggioranza della camera, come da art. 17-18. Come sempre Luigi inserì una serie di tutele: la Camera votava non uno ma cinque candidati alla propria presidenza, e della cinquina il re determinava il prescelto; basta che appena cinque deputati (una miseria) ne facciano richiesta, e la camera si costituisce in comitato segreto (comité secret).
- art 47-49 - leggi fiscali: nessuna imposta può essere stabilita o raccolta, senza previo consenso delle due camere, le relative proposte non possono essere discusse dalla Camera dei pari se, prima, non sono state approvate dalla Camera dei deputati; non solo: l'imposta fondiaria non può essere votata che per un anno. Le imposte dirette possono esserlo per più anni. Come si vede, la codecisione in materia fiscale costituisce la base delle prerogative parlamentari. Chiaramente, tale impostazione risente della tradizione anglosassone, e degli avvenimenti che portarono agli Stati Generali del 1789.
- art 51-52 - inviolabilità dei deputati: alcuna costrizione corporale,un duello, ad esempio, può essere esercitata su un membro della Camera, né alcun membro della Camera può … essere perseguito od arrestato in base alla legge criminale, salvo che venga colto in flagrante. Due tutele apparentemente solide, ma limitate alla durata delle sessioni delle Camere o, al massimo, alle settimane precedenti e successive. Chiaramente essa mira ad evitare interventi volti ad influenzare il voto 'immediato', ma decisamente insufficienti su un orizzonte di legislatura.
- art 53 - Cahiers de doléances: tutte le petizioni all'una od all'altra Camera non possono essere fatte o presentate che per iscritto. La legge vieta di presentarne di persona. Una disposizione apparentemente eccentrica, ma ben fondata nell'antica pratica dei Cahiers de doléances, che tanta parte avevano procurato all'inizio della Grande rivoluzione: raccolte orali mai verificate, essi avevano permesso ad alcuni delegati di spacciare i propri 'appunti' come 'voce del popolo'.

### La Camera dei Pari
Gli articoli da 24 a 34 possono essere divisi in sei blocchi, a regolare:
- art 24 - potere legislativo: già il fondamentale art. 15, sopra richiamato, introduceva il concetto fondamentale: il potere legislativo è esercito collettivamente dal re, dalla Camera dei Pari e dalla Camera dei deputati. Qui Luigi sentiva il bisogno di ribadire che la Camera dei pari è una parte essenziale della potenza legislativa. Si tratta, chiaramente, di una sottolineatura resa impellente dal ricordo del 'Giuramento della Pallacorda', del 9 luglio 1789, quando il Terzo Stato negò la costituzione legislativa del Regno, ed impose una rivoluzione istituzionale.
- art 25-26 - sessioni parlamentari: la Camera è convocata dal re contemporaneamente alla Camera dei deputati. Le due sessioni cominciano e terminano insieme. Se riunita senza convocazione del re o fuori sessione saranno illecite e nulle. Chiaramente Luigi non intendeva servirsi dei pari per usurpare le prerogative degli eletti. Tutte le riserve sopra discusse, fanno riferimento a poteri personali del re, in genere da esercitarsi attraverso il ministero. Logicamente non si tratterebbe di una scelta saggia, a meno di non fare riferimento all'evidente difficoltà di fare accettare la esistenza stessa di un'assemblea non elettiva.
- art 27-31 - nomina: La nomina dei pari appartiene al re, benché sin da ora si stabilisca come i membri della famiglia reale ed i principi di sangue sono pari per diritto di nascita. I principi, tuttavia, non possono partecipare alle sedute che per ordine del re dato sessione per sessione. Evidentemente, per controllare la Camera Luigi intendeva servirsi di senatori meno esposti. E, infatti, il numero dei pari è illimitato, ciò che consentiva al sovrano di mutare le maggioranze a piacimento: il caso più noto è del 1818-19 quando il primo ministro liberale Dessolles indusse Luigi a nominare circa 60 pari moderati e liberali, alfine di allineare la camera alta alla maggioranza liberale della camera bassa. Non solo, il sovrano poteva anche variarne la dignità [dei singoli pari], nominarli a vita o renderli ereditari, secondo la sua volontà: ossia 'comprare' i singoli pari, con il sostanzioso premio della ereditarietà. Il fatto della ereditarietà, tuttavia, si trasformò nella pietra dello scandalo, tanto da essere uno dei pochi capitoli sostanziali cancellati dopo la Rivoluzione di luglio, che pure conservò la non-elettività della Camera alta. Da segnalare, a margine, anche la espressa distinzione fra pari 'normali', che votavano dai 30 anni di età, ed i 'membri della famiglia reale', che votavano dai 25 anni: un privilegio assolutamente ridondante, che sembra fatto apposta per eccitare i polemisti politici.
- art 29 & 32 - lavori parlamentari: la Camera è presieduta dal cancelliere di Francia[22], o da altro indicato dal re, tutte le deliberazioni della Camera sono segrete. Si tratta di due disposizioni chiaramente ridondanti, che lasciano trasparire un, comprensibile, difetto di esperienza costituzionale da parte dei redattori della carta.
- art 33 - crimini speciali: la Camera dei pari conosce dei crimini di alto tradimento ed attentato alla sicurezza dello Stato, che saranno definiti dalla legge. Un modo indiretto per dire che i deputati eletti non ne sarebbero stati informati, se non a volontà del re.
- art 34 - inviolabilità dei deputati: nessun pari può essere arrestato che per ordine della Camera, che lo giudica in materia di legge criminale. Si tratta di un ulteriore privilegio, che poco sarebbe costato estendere ai deputati elettivi, almeno per l'intero termine del mandato. Anzi, esso si trasformò in uno svantaggio politico, allorché la camera fu chiamata a giudicare il maresciallo Ney: lo condannò a morte, creando un 'proto-martire' della, allora assai debole, opposizione anti-borbonica.

### I ministri
Gli articoli da 54 a 56 possono essere divisi in due blocchi, a regolare:
- art 54 - ministri e deputati: i ministri sono membri di una delle due Camere, le quali, comunque, danno loro udienza, quando essi lo richiedono. Tale 'vincolo di seggio' per la scelta dei ministri descrive la strategicità della Camera dei pari nella strategia generale della monarchia: il re nominava 'Pari' chi riteneva, in un futuro più o meno prossimo, possibile candidato al ministero. Fu il caso, ad esempio del Richelieu, pari di Francia nel 1814 e primo ministro nel 1815. Mentre il Villèle, inizialmente assai meno gradito alla corte, dovette farsi strada con l'elezione alla Camera dei deputati.
- art 55-56 - processo ai ministri: la Camera dei deputati ha il diritto di accusare i ministri, e di tradurli davanti alla Camera dei pari che ha unicamente il diritto di giudicarli[23]. I ministri non possono essere accusati che per fatto di tradimento o concussione. Delle leggi particolari specificheranno questa natura dei delitti, e ne determineranno il perseguitmento[24]. Tale vaga formulazione della Carta non era destinata ad essere sviluppata, infatti nessuna legge venne mai approvata né nessun processo venne istruito. Sino a che, dopo la Rivoluzione di luglio 1830, il nuovo sovrano Luigi Filippo accettò di indirizzare la vendetta politica sui ministri del governo Polignac, l'ultimo del deposto Carlo X: in vacatio legis, al termine di un processo politico, essi vennero condannati, dalla Camera dei Pari, alla prigione perpetua (presto convertita).

### L'ordine giudiziario
Gli articoli da 57 a 67 possono essere divisi in sette blocchi, a regolare:
- art 57 - potere giudiziario: ogni giustizia emana dal re. Essa viene amministrata in suo nome da giudici che egli nomina e che egli istituisce. Dunque, l'intero potere giudiziario appartiene al monarca, il quale, però, non ne risponde. Non perché non ne rispondano i giudici, ma perché non ne risponde nessuno. Qui il sovrano 'gioca' con la Separazione dei poteri, spendendo Montesquieu contro i liberali. Infatti, nulla è previsto in materia di relazione gerarchica fra il sovrano ed i giudici. Ad esempio, non si dice se i giudici siano responsabili di fronte alla legge od al monarca: si intuisce, piuttosto, che colui dal quale 'ogni giustizia emana' abbia piuttosto mano libera.
- art 58 - inamovibilità: i giudici nominati dal re sono inamovibili. Anche tale previsione sembra assai più mirata ad evitare intromissioni del parlamento che del sovrano. Infatti, se il sovrano non è impedito di trasmettere ordini, scema assai anche la sua eventuale necessità di rimuovere.
- art 62-63 - giudice naturale: nessuno potrà essere sottratto al suo giudice naturale, in conseguenza, non potranno essere create delle commissioni e dei tribunali straordinari. Tale previsione costituisce l'unica vera garanzia, moderna e solida, offerta dalla Carta.
- art 59-61 & 64-65 & 68- mantenimento dell'ordine giudiziario napoleonico: le corti ed i tribunali attualmente esistenti sono mantenuti, l'istituzione attuale dei giudici di commercio è conservata, idem per i giudici di pace (questi ultimi non … inamovibili). Ugualmente è conservata l'istituzione dei giurati, il Codice civile e le leggi esistenti che non in contrasto con la presente Carta. I dibattiti saranno pubblici in materia criminale, a meno che tale pubblicità non sia pericolosa per l'ordine pubblico o i costumi. Viene quindi confermata da Luigi l'abolizione della tortura e la pena capitale ugualitaria per tutti i sudditi e tutti i reati (mediante l'uso della ghigliottina/decapitazione in ambito civile e la fucilazione in ambito militare). I cosiddetti reati immaginari (eresia, sodomia, stregoneria) non vengono ripristinati, a parte il vilipendio alla religione (in seguito verrà istituita da Carlo X la controversa legge sul sacrilegio).
- art 63 - corti prevotali: Tuttavia gli articoli precedenti prevedono che le corti ed i tribunali attualmente esistenti e l'istituzione dei giurati e il codice civile possano essere modificati con una nuova legge. E l'art 63 precedente disponeva esplicitamente che dal divieto di commissioni e dei tribunali straordinari è esplicitamente escluso un particolare tipo di tribunale: le giurisdizioni prevotali, se il loro ristabilimento viene giudicato necessario. Si trattava del primo grado di giudizio sotto l'Ancien Régime: esse giudicavano, in primo grado, tutti i casi civili e criminali di un dato territorio, ad eccezione dei casi 'reali' (lesa maestà, falsari, eretici, pericolo per l'ordine pubblico, ...) e casi regolati dai tribunali signorili. Ovviamente, Luigi si tenne la riserva di sostituire in blocco l'intero sistema dei giudici di base, quando lo avesse ritenuto necessario. Occorre tenere presente, infatti, che l'intero corpo giudiziario era di nomina rivoluzionaria o, soprattutto, imperiale. Ben si capisce, quindi, come gli ultrarealisti abbiano cercato subito di profittare del varco offerto dalle 'giurisdizioni prevotali'. La questione accompagnò l'intera restaurazione borbonica: dal 1816, con un provvedimento di ripristino votato dalla Chambre introuvable, per passare al governo Villèle e, infine, al Polignac.
- art 66 - abolizione della confisca: La pena della confisca dei beni è abolita e non potrà essere ristabilita, a rafforzare la inviolabilità di tutte le proprietà, di cui agli art 9-10. Tale articolo discende, direttamente, dalla annosa questione dei beni nazionali, ovvero le requisizioni di massa che la Rivoluzione aveva operato ai danni dei propri nemici politici, a cominciare dalla Chiesa e dai nobili. E rappresenta, indubbiamente, un innegabile progresso nella storia del diritto, da accreditare, interamente, a questa Carta di Luigi XVIII.
- art 67 - potere di grazia: Il re ha il diritto di fare grazia, e quello di commutare le pene.

### Diritti particolari garantiti dallo Stato
Gli articoli da 69 a 74 possono essere divisi in due blocchi, a regolare:
- Vengono, qui, regolate altre questioni attinenti alla trasmissione dei poteri fra l'Impero e la Restaurazione.
  - art 69 - militari: ufficiali e soldati in servizio, in pensione e le vedove conserveranno gradi, onori e pensioni.
  - art 70 - debito pubblico: il debito pubblico è garantito. Ogni specie di impegno assunto dallo Stato con i suoi creditori è inviolabile.
  - art 71 - nobilità: la nobiltà antica riprende i suoi titoli. La nuova conserva i suoi. I re fa nobili a volontà; ma non accorda loto che dei ranghi e degli onori, senza alcuna esenzione dei carichi e dei doveri della società. Si ribadisce qui l'abolizione dei privilegi di ordine e rango, con cui debutta la Carta, agli art. 1-4.
  - art 72 - legion d'onore: la legion d'onore è mantenuta, Il re determinerà i regolamenti e la decorazione.
  - art 73 - colonie: le colonie saranno rette da leggi e regolamenti particolari.
- art 74 - giuramento del re: il re ed i suoi successori giureranno, nella solennità del loro sacro, di osservare fedelmente la presente Carta costituzionale. Da notare il 'giureranno', tanto che Luigi firma ('signé Louis'), non giura.

## Fine dell'applicazione
Il 25 luglio 1830, Carlo X promulgò le Ordinanze di Saint-Cloud, che danno luogo a interpretazioni divergenti della Carta del 1814. Gli oppositori del regime del re Carlo X invocarono la libertà di espressione, sostenendo che secondo l'articolo 8 della carta “I francesi hanno il diritto di pubblicare e far stampare le loro opinioni, nel rispetto delle leggi che devono reprimere gli abusi di questa libertà. La protesta di 44 giornalisti il 26 luglio 1830 fu seguita dalle insurrezioni a Parigi del 27, 28 e 29 luglio 1830, giorni conosciuti come i “Trois Glorieuses”. In seguito a questa rivoluzione, Luigi Filippo fu chiamato al potere e prestò giuramento su una nuova carta, la Carta Costituzionale del 14 agosto 1830, adottata dalla Camera dei rappresentanti e dalla Camera dei pari. Questa nuova carta fondò la monarchia di luglio.